# روابط ارمنستان و رومانی
روابط ارمنستان و رومانی (انگلیسی: Armenia–Romania relations) به روابط دوجانبه بین ارمنستان و رومانی اطلاق می‌شود. هر دو کشور در ۱۷ دسامبر ۱۹۹۱ روابط دیپلماتیک برقرار کردند. ارمنستان در بخارست و رومانی در ایروان سفارت دارد. هر دو کشور عضو سازمان همکاری اقتصادی دریای سیاه و شورای اروپا هستند.